# Сандецкая земля
Сандецкая земля (земля Новый Сонч) — историческая область на юге Малопольши, охватывающая Сончскую долину, часть Карпатских предгорий и Сандецкие Бескиды.
Ян Флис в работе «Sądeczyzna i jej granice» (Rocznik Sądecki. 1939) включил Новосончский уезд, восточную часть Лимановского и части Горлицкого и Бжегского уездов в состав Новосончского уезда. В настоящее время его название чаще всего используется в отношении Ново-Сончского повята.
Написание «Sądeczyzna» было введено в 1967 году, ранее использовалось написание «Sądeczyzna».

## История
В 1257 году Болеслав V Целомудренный, герцог Краковский и Сандомирский подарил земли Новы-Сонч, охватывающую территорию в треугольнике: Беч — Лиманова — Подолинец (в нынешней Словакии), в качестве приданого венгерской принцессы Кинги. Новая владычица этих земель основала в Старом Сонче два монастыря с францисканским правлением: мужской и женский.
Монастырь в Старом Сонче, наделенный Кингой почти всеми поселениями в Новосончской области, не был заинтересован в поддержании польских поселений, расположенных на границе государства в Нижнем Спише: Подолинец, Гнязда и Любовля. Поэтому Нижний Спиш, не укрепленный польскими поселениями, подвергся сильному экономическому и поселенческому влиянию могущественных венгерских родов, в результате чего Спиш отпал от Сончского края и от Польского государства.
Расположение на торговых путях из Гданьска в Венгрию и с запада в Малороссию способствовало развитию региона. Немецкий закон, введенный в XIII веке, привел к значительному развитию поселений. В 1292 году королем Вацлавом II был основан Новы-Сонч. Замок Новы-Сонч принимал много высоких гостей, начиная от Владислава Ягелло, который планировал здесь войну с тевтонскими рыцарями со своим двоюродным братом Витольдом, Казимира Ягеллончика и заканчивая Иоанном III Собеским.
Конец XVII века ознаменовался медленным упадком Речи Посполитой. Область Новы-Сонч пережила нашествие шведов. Здесь также действовали барские конфедераты.
В результате Первого раздела Польши область Новы-Сонч перешла под власть Австрии. Был создан уезд Новы-Сонч, подчиненный уезду Величка. Имущество монахинь Бедных Кларис также было разделено между вновь прибывшими немецкими колонистами.
Во время Первой мировой войны русские вошли в город практически без боя, а затем были вытеснены австро-венгерской армией и польскими легионами. Межвоенный период не принес экономического подъема.
Вторая мировая война достигла района Новы-Сонч 6 сентября, когда после ожесточенных боев на следующий день немцы вошли в Новы-Сонч. Подпольная деятельность в этом районе заключалась главным образом в переброске солдат на юг в Венгрию, а оттуда во вновь формируемые части польских войск во Франции. Освобожден 19 января 1945 года.
После войны Новы-Сончская земля была включена в Краковское воеводство, а Новы-Сонч стал резиденцией повята. В результате административной реформы 1975 года было создано Новосондецкое воеводство, упразднённое в 1999 году. Новы-Сонч снова стал центром волости и земельного уезда.

## Этнография
В районе Новы-Сонч проживают четыре основные этнические группы: ляхи-сондецкие и погожане на севере, горцы-сондецкие, связанные с горцами из Подхаля, и лемки на юго-востоке.